# Jonathan Quarcoo
Jonathan Tetteh Quarcoo (* 13. Oktober 1996 in Bodø) ist ein norwegischer Leichtathlet, der in den Sprintdisziplinen an den Start geht.

## Sportliche Laufbahn
Jonathan Quarcoo nahm erstmals 2013 an Norwegischen Meisterschaften teil. Damals ging er über 100 und 200 Meter bei den U20-Meisterschaften an den Start, bei denen er über 200 Meter die Goldmedaille gewinnen konnte. Über 100 Meter wurde er Vierter. 2014 ging er über 200 Meter und mit der Staffel bei den U20-Weltmeisterschaften in Eugene an den Start. Mit einer Zeit von 21,50 s schied er nach dem Vorlauf als 36. aus. Mit der Staffel schied er mit nationalem Juniorenrekord ebenfalls im Vorlauf aus. Sie belegte den elften Platz. 2015 trat er über beide Distanzen bei den U20-Europameisterschaften im Nachbarland Schweden an. Über 200 Meter gelang ihm dabei der Einzug in das Finale, in dem er mit einer Zeit von 20,99 s den vierten Platz belegte. Aufgrund zu starken Rückenwindes konnte die Zeit allerdings nicht als neue Bestzeit gewertet werden. Auch mit der Staffel zog er in das Finale ein, wurde mit dieser darin später allerdings disqualifiziert. 2016 nahm Quarcoo mit der Staffel an den Europameisterschaften in Amsterdam teil. Die Staffel kam im Vorlauf auf eine Zeit von 39,35 s, mit der sie als vierte des Laufs den Einzug in das Finale knapp verpasste.
2017 trat Quarcoo bei den U23-Europameisterschaften in Bydgoszcz in zwei Disziplinen an. Zunächst zog er über 100 Meter in das Finale ein, in dem er mit 10,29 s die Bronzemedaille gewinnen konnte. Einen Tag später ging er auch über die 200 Meter im Finale an den Start. Zuvor stellte er im Halbfinale mit 20,39 s persönliche Bestzeit auf, die seitdem Bestand hat. Im Finale kam er dann auf 20,80 s, womit er auf dem vierten Platz ins Ziel kam. Mit seiner Bestzeit erfüllte er auch die Norm um im August an den Weltmeisterschaften in London an den Start zu gehen. Bei seiner WM-Premiere belegte er in seinem Vorlauf den vierten Platz und verpasste damit den Einzug in das Halbfinale. Wie zu den U23-Europameisterschaften 2017, ging er auch 2018 bei den Europameisterschaften in Berlin über 100 und 200 Meter an den Start. Einen Monat zuvor stellte er mit 10,22 s seine Bestzeit über 100 Meter auf. In Berlin gelang ihm der Einzug ins Halbfinale über diese Distanz, darin schied er dann allerdings mit 10,45 s als Siebter seines Laufes aus. Über 200 Meter ergab sich ein ähnliches Bild. Auch da war für ihn im Halbfinale Schluss, nachdem er seinen Lauf auf dem achten, und damit letzten Platz, beendete. Anschließend zwangen ihn eine Reihe von Verletzungen kürzerzutreten.
Quarcoo gewann seitdem Beginn seiner Karriere bislang insgesamt sieben nationale Meistertitel, 2017 und 2018 über 100 und 2015, 2017 und 2018 auch über 200 Meter, sowie zwei Titel, 2017 und 2018, über 60 Meter in der Halle.

## Wichtige Wettbewerbe
| Jahr                 | Veranstaltung             | Ort                  | Platz                | Disziplin            | Zeit                 |
| Startet für Norwegen | Startet für Norwegen      | Startet für Norwegen | Startet für Norwegen | Startet für Norwegen | Startet für Norwegen |
| -------------------- | ------------------------- | -------------------- | -------------------- | -------------------- | -------------------- |
| 2014                 | U20-Weltmeisterschaften   | Eugene               | 36.                  | 200 m                | 21,50 s              |
| 2014                 | U20-Weltmeisterschaften   | Eugene               | 11.                  | 4 × 100 m            | 40,62 s              |
| 2015                 | U20-Europameisterschaften | Eskilstuna           | 4.                   | 200 m                | 20,99 s              |
| 2015                 | U20-Europameisterschaften | Eskilstuna           |                      | 4 × 100 m            | DSQ                  |
| 2016                 | Europameisterschaften     | Amsterdam            | 10.                  | 4 × 100 m            | 39,35 s              |
| 2017                 | U23-Europameisterschaften | Bydgoszcz            | 3.                   | 100 m                | 10,29 s              |
| 2017                 | U23-Europameisterschaften | Bydgoszcz            | 4.                   | 200 m                | 20,80 m              |
| 2017                 | Weltmeisterschaften       | London               | 26.                  | 200 m                | 20,60 s              |
| 2018                 | Europameisterschaften     | Berlin               | 22.                  | 100 m                | 10,45 s              |
| 2018                 | Europameisterschaften     | Berlin               | 22.                  | 200 m                | 21,07 s              |

## Persönliche Bestleistungen
Freiluft
- 100 m: 10,22 s, 5. Juli 2018, Oslo
- 200 m: 20,39 s, 15. Juli 2017, Bydgoszcz

Halle
- 60 m: 6,68 s, 3. Februar 2018, Bærum
- 200 m: 21,79 s, 9. März 2014, Bærum